# Рейн II
«Рейн II» (нем. Rhein II) — фотография, сделанная немецким фотохудожником Андреасом Гурски в 1999 году. В 2011 году снимок был продан на аукционе Christie’s в Нью-Йорке за 4,3 миллиона долларов (около 2,7 млн фунтов стерлингов), что делает её одной из самых дорогих фотографий.
Фотография была второй и самой большой в серии из шести изображений Рейна. На снимке Рейн течёт под пасмурным небом горизонтально между зелёными дамбами. Под первой дамбой видны велосипедная и пешеходная дорожки. Посторонние детали, такие как электростанция и прочие портовые сооружения на заднем плане, а также человек, выгуливавший свою собаку, на переднем плане, Гурски удалил цифровым способом. Оправдывая эту манипуляцию с изображением, Гурски сказал: «Как ни парадоксально, этот вид на Рейн не мог быть получен на месте, доработка была необходима, чтобы обеспечить точный образ современной реки». Снимок был сделан с дамбы, проходящей вдоль Рейн-аллеи в Оберкасселе (район Дюссельдорфа), между Валькюренштрассе (Walkürenstraße) и Гекторштрассе (Hectorstraße). Художник сделал цветной хромогенный отпечаток размером 185,4 × 363,5 см, смонтировал его на акриловое стекло, а затем поместил в рамку.
Фотография была первоначально приобретена Галереей Моники Шпрют (нем. Galerie Monika Sprüth) в Кёльне, а затем куплена анонимным немецким коллекционером. Коллекционер продал фотографию на аукционе «Кристис» в Нью-Йорке 8 ноября 2011 года, который оценил её продажную стоимость в 2,5—3,5 млн долларов. Фактически снимок был продан за 4 338 500 долларов (около 2 700 000 фунтов стерлингов). Личность покупателя осталась неизвестной.